# Ancien tramway de Liège
Ne doit pas être confondu avec Tramway de Liège, Tramway de Liège à Flémalle et Seraing ou Tramway vicinal de Liège.
L'ancien tramway de Liège est un ancien réseau de tramway dans la ville de Liège et sa banlieue. Exploité à l'origine par différentes compagnies, celles-ci ont fusionné en 1928 pour former la compagnie des Tramways unifiés de Liège et extensions (TULE). Ce réseau, le principal à Liège est toujours resté indépendant du réseau exploité par la Société nationale des chemins de fer vicinaux (SNCV) à écartement métrique ainsi que du tramway de Liège à Flémalle et Seraing (avec une antenne ultérieure vers Ougrée) également à écartement standard mais exploité tout au long de son existence par la société anonyme des Railways économiques de Liège-Seraing et extensions (RELSE).

## Histoire
Les premiers tramways à Liège remontent à 1871. Il s'agissait en somme de divers modèles de véhicules guidés sur des rails et tractés par des chevaux.
L'électrification des lignes existantes débute en 1893, une première en Belgique. En l'espace d'une décennie, le réseau grandit de manière considérable. De nouvelles lignes firent leur apparition tant au nord qu'au sud de la ville. En 1899, une ligne atteignait le pont de Wandre, en 1897 une autre reliait Liège à la ville de Chênée et en 1905, la ville d'Angleur était à son tour desservie par les trams. Pour l'exposition de 1905 une quatrième ligne est mise en place.
En 1927, l'unification du réseau est réalisée par un regroupement des diverses compagnies (Les Tramways Liégeois et les Tramways Est-Ouest de Liège et Extensions. La  Société des Tramways Unifiés de Liège et extensions (TULE) est créée.
Les lignes sont supprimées à partir des années 1930 et après la seconde Guerre mondiale et remplacées par des trolleybus. Le dernier tram s'arrête définitivement en novembre 1967 .

## Lignes
Liste générale
- 1: Gare des Guillemins vers Coronmeuse,
- 2: Théâtre - vers Seraing.
- 3: Théatre vers Ougrée, Jemeppe
- 4: Place des Guillemins - Place Saint-Lambert - gare de Longdoz
- 5: Place Saint-Lambert  - Herstal - Vivegnis
- 6: Théâtre - Herstal - Wandre
- 7: Place Saint-Lambert - Renory
- 8: Place Saint-Lambert - Angleur
- 9: Place des Guillemins - pont de Commerce - gare de Longdoz
- 13: Place Saint-Lambert - Grivegnée.
- 31: Théâtre - Chênée - ChaudfontaineTrooz
- 15: Théâtre - Henne
- 17: Place des Guillemins - Bressoux
- 18: Place Saint-Lambert - Bressoux
- 19: Place des Guillemins - Vennes-Fragnée - Gare de Chênée : ouverture le 16 octobre 1930[3];
- 33: Place Saint-Lambert - Vieille Barrière - Chênée - Vaux-sous-Chèvremont Chaudfontaine: ouverture le 10 mai 1931;

Toutes ces lignes étaient construites à l'écartement normal.
Il existait quatre dépôts : Cornillon, Coronmeuse, Sainte-Foy, et Natalis.

### 1 Gare des Guillemins - Place Coronmeuse
État au 1er janvier 1950 : 1 Liège Gare des Guillemins - Liège Place Coronmeuse

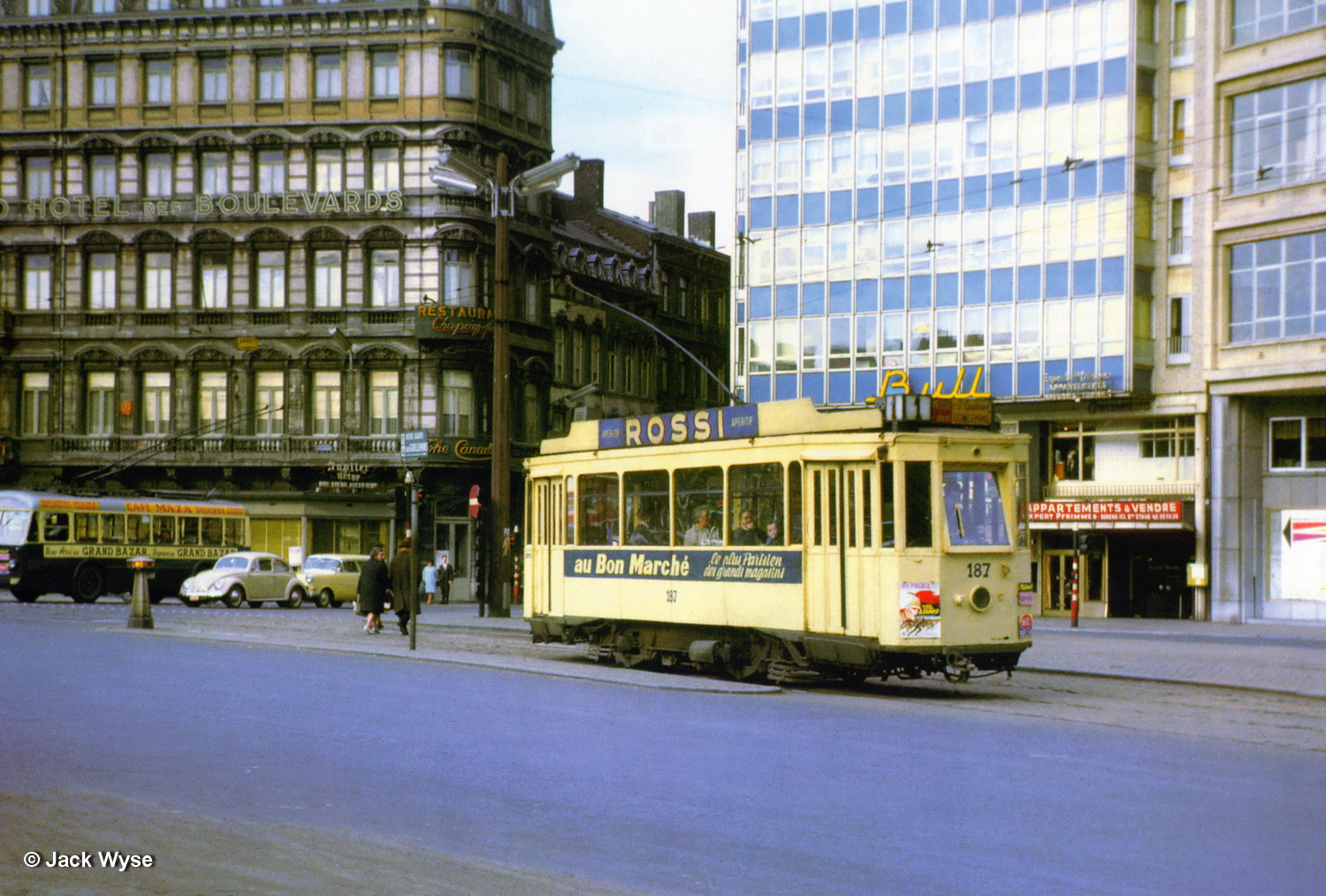
vers 1963 Tramway sur la ligne 1 vers la gare des Guillemins au Pont d'Avroy sur le boulevard du même nom à Liège.

### 10 Liège - Fléron
État au 1er janvier 1950 : 10 Liège Place Saint-Lambert - Fléron gare et 11 Liège Place Saint-Lambert - Bois-de-Breux Gare (service partiel)
1954 Suppression, remplacement par une  ligne de trolleybus sous le même indice.

### 12 Liège - Ans
État au 1er janvier 1950 : 12 Liège Place Saint-Lambert - Ans Rue de la Station.
1956 Suppression, remplacement par une ligne de trolleybus sous le même indice.

## Infrastructure

### Dépôts
| Illustration | Nom        | Commune                        | Localisation                | État |
| ------------ | ---------- | ------------------------------ | --------------------------- | --- |
|              | Cornillon  | Liège                          | 50° 38′ 15″ N, 5° 35′ 33″ E | Situé près de la gare de Cornillon. Utilisé par le passé pour le marché couvert d'Amercœur ; en grande partie détruit, tandis que les bâtiments administratifs ont été restaurés. |
|              | Natalis    | Liège                          | 50° 37′ 43″ N, 5° 35′ 00″ E | Devenue le Musée des transports en commun de Wallonie. |
|              | Sainte-Foy | Liège (quartier de Coronmeuse) | 50° 39′ 20″ N, 5° 36′ 38″ E | Préservé. |